# The Boy with the Arab Strap
The Boy with the Arab Strap är det tredje musikalbumet av Belle and Sebastian. Som de övriga albumen bandet släppt är det klassat som tweepop, en term som bandet och många fans ogillar.[källa behövs]

## Låtlista
1. "It Could Have Been a Brilliant Career" – 2:23
2. "Sleep the Clock Around" – 4:57
3. "Is It Wicked Not to Care?" – 3:22
4. "Ease Your Feet in the Sea" – 3:35
5. "A Summer Wasting" – 2:06
6. "Seymour Stein" – 4:42
7. "A Space Boy Dream" – 3:01
8. "Dirty Dream Number Two" – 4:14
9. "The Boy with the Arab Strap" – 5:14
10. "Chickfactor" – 3:31
11. "Simple Things" – 1:46
12. "The Rollercoaster Ride" – 6:36

## Personer
- Stuart Murdoch, sång och gitarr
- Stuart David, bas
- Isobel Campbell, cello och sång
- Chris Geddes, keyboard och piano
- Richard Colburn, trummor
- Stevie Jackson, gitarr och sång
- Sarah Martin, fiol
- Mick Cooke, trumpet